# Directe buitenlandse investeringen
Directe buitenlandse investeringen (DBI, Engels: foreign direct investment, FDI) zijn investeringen waarbij een bedrijf uit het ene land zeggenschap verwerft in een bedrijf in een ander land. Dit kan gebeuren door een bedrijf daar op te starten (greenfields) of door een lokaal bedrijf over te nemen. Dit wordt meestal gedaan door andere bedrijven, in tegenstelling tot financiële instituten die indirecte investeringen doen zoals het kopen van een aantal kleine percelen grond of de aankoop van aandelen of obligaties.
Directe buitenlandse investeringen namen in een snel tempo gedurende de jaren 1990 toe maar stagneerden tijdens de eerste jaren van de 21e eeuw. De meeste van deze investeringen worden gedaan tussen industriële landen onderling, maar het investeren in ontwikkelingslanden, vooral in Azië, stijgt zienderogen. Er was een tijd dat economen DBI's zagen als een alternatief voor handel. Het bouwen van fabrieken in het buitenland was een van de manieren om handelsbarrières te ontlopen. Tegenwoordig zien economen echter handel en FDI als de aanvulling op elkaar. Bijvoorbeeld een bedrijf kan een fabriek in een ander land gebruiken om de naburige markten te bevoorraden. Sommige investeringen, vooral in de dienstensector, zijn van essentieel belang om aan buitenlandse klanten te verkopen.
Overheden waren vroeger zeer wantrouwig tegenover DBI's, waarbij ze dachten dat een vorm was van bedrijfsimperialisme. Heden ten dage zijn overheden meer geneigd DBI's toe te laten, omdat ze banen creëren en er kennis en technologie overvloeit naar de lokale bedrijven en werknemers wat de binnenlandse economie ten goede komt. Bovendien, in tegenstelling tot investeerders, gaan multinationals direct investeren in het fysieke bedrijf en de uitrusting ervan.
Fusies en overnames zijn een belangrijke vorm van DBI's. Zo was in 1997 meer dan 90% van de DBI's in de Verenigde Staten in de vorm van fusies of overnames.